# The Love Trail (film 1913)
The Love Trail è un cortometraggio muto del 1913 prodotto dalla Nestor. Il nome del regista non viene riportato nei credit. L'anno prima, la compagnia di David Horsley aveva già prodotto un altro film dallo stesso titolo, la commedia The Love Trail interpretata da Alice Davenport.

## Produzione
Il film fu prodotto dalla Nestor Film Company.

## Distribuzione
Distribuito dall'Universal Film Manufacturing Company, il film - un cortometraggio di una bobina - uscì nelle sale cinematografiche statunitensi l'8 ottobre 1913.